# Dioscoridus depressus
Dioscoridus depressus är en insektsart som beskrevs av Popov, G.B. 1957. Dioscoridus depressus ingår i släktet Dioscoridus och familjen gräshoppor. Inga underarter finns listade i Catalogue of Life.